# عالم جيولوجيا هندسية
عالم الجيولوجيا الهندسية هو عالم جيولوجيا مدرب في مجال الجيولوجيا الهندسية. وتمتلك العديد من المنظمات والحكومات برامج لتأهيل علماء الجيولوجيا الهندسية واختبارهم وإصدار الشهادات لهم كوسيلة لتوفير الحماية للجمهور.
يعمل علماء الجيولوجيا الهندسية عادة مع المهندسين المدنيين والمهندسين المعماريين والمطورين والمخططين لضمان التعرف على العوامل الجيولوجية التي تؤثر على الموقع والتصميم والبناء والتشغيل والصيانة للأعمال الهندسية، وتقديمها بشكل مناسب.
كان أحد أقدم تعريفات «عالم الجيولوجيا الهندسية» أو «عالم الجيولوجيا الهندسية المهني» ما قدمته اللجنة التنفيذية لشعبة الجيولوجيا الهندسية في الجمعية الجيولوجية الأمريكية عام 1951، على النحو التالي:

عالم الجيولوجيا الهندسية هو الشخص المؤهل، بسبب معرفته الخاصة للعلوم الجيولوجية ومبادئ وطرق التحليل والتصميم الهندسي التي حصل عليها من التعليم المهني أو الخبرة العملية، لتطبيق هذه المعرفة الخاصة بغرض تقديم الخدمات المهنية أو إنجاز العمل الإبداعي مثل الاستشارات أو الدراسة أو التخطيط أو التصميم، أو الإشراف على البناء لضمان أن العناصر الجيولوجية التي تؤثر على الهياكل أو الأعمال أو المشاريع تم التعامل معها بشكل مناسب من قبل المهندس المسؤول.

أحد الأدوار الهامة لعالم الجيولوجيا الهندسية هي تفسير التضاريس والعمليات الأرضية لتحديد المخاطر المحتملة الجيولوجية التي من صنع الإنسان، والتي قد تؤثر على الهياكل المدنية والتنمية البشرية. ويتم، في البداية، تعليم جميع علماء الجيولوجيا الهندسية تقريبًا وتدريبهم على علم الجيولوجيا، وبشكل أساسي خلال تعليمهم الجامعي. وتوفر هذه الخلفية عن علم الجيولوجيا لعالم الجيولوجيا الهندسية معرفة بكيفية عمل الأرض، والتي تعتبر هامة في تقليل وقوع المخاطر المتعلقة بالأرض. كما أن معظم علماء الجيولوجيا الهندسية حائزون على شهادات الدراسات العليا التي اكتسبوا من خلالها تعليمًا وتدريبًا متخصصًا في مجالات ميكانيكا التربة و[ميكانيكا الصخور والجيوتقنية، والمياه الجوفية والهيدرولوجيا والتصميم المدني. ويجعل هذان الجانبان من التعليم علماء الجيولوجيا الهندسية يتمتعون بقدرة فريدة على فهم وتخفيف المخاطر المرتبطة بالتداخلات في بنية الأرض.
الترخيص في ولايات كاليفورنيا وأوريغون وواشنطن، تجد المسمى علماء الجيولوجيا الهندسية محميًا قانونيًا من قبل مجالس التسجيل بالولاية. ويكون مسمى الترخيص في ولاية كاليفورنيا وولاية أوريغون «عالم الجيولوجيا الهندسية المعتمد»، وفي واشنطن «عالم الجيولوجيا الهندسية المُرخّص». كما توجد تراخيص بمستويات أعلى، ويجب أن تصبح أولاً جيولوجيًا مهنيًا أو جيولوجيًا مسجلاً. ويحدد قانون البناء في كاليفورنيا 2007 (= العنوان 24 من CCR) المسمى «عالم الجيولوجيا الهندسية المعتمد» لممارسة الجيولوجيا الهندسية. فتجد أنه يوجد حوالي 1600 عالم جيولوجيا هندسية معتمد في ولاية كاليفورنيا بدءًا من عام 2009، وحوالي 270 عالم جيولوجيا هندسية معتمدًا في ولاية أوريغون و640 عالم جيولوجيا هندسية معتمدًا في ولاية أوريغون، بدءًا من عام 2013.